# Rhipidocladum longispiculatum
Rhipidocladum longispiculatum är en gräsart som beskrevs av London~o och Lynn G. Clark. Rhipidocladum longispiculatum ingår i släktet Rhipidocladum och familjen gräs. Inga underarter finns listade i Catalogue of Life.